# New Wave 2009
New Wave 2009 var 2009 års upplaga av New Wave och arrangerades mellan den 28 juli och 2 augusti 2009 i Jūrmala, Lettland. Ett antal länder som deltagit tidigare år deltog inte detta år, bland andra Uzbekistan, Moldavien, Armenien och Kirgizistan. "Regerande mästare" 2009 var Georgien, som vann tävlingen 2008 med gruppen "Duo Georgia".

## Summering
Tävlingen vanns detta år, för första gången någonsin, av två artister. I tävlingens sista dag slutade både Jamala, från Ukraina och Sandhy Sondoro från Indonesien, på samma plats med 358 poäng vardera. På tredje plats kom Antonello Carozza från Italien.

## Första omgången
| Nr | Land       | Artist                  | Låt (Översättning)                                              | Poäng | Plats |
| -- | ---------- | ----------------------- | --------------------------------------------------------------- | ----- | ----- |
| 1  | Frankrike  | 3 NITY BROTHERS         | I Believe I Can Fly (Jag tror att jag kan flyga)                | 102   | 10-12 |
| 2  | Ukraina    | Mila Nytych             | Listen (Lyssna)                                                 | 112   | 4     |
| 3  | Polen      | Sara Chmiel             |                                                                 | 97    | 14-15 |
| 4  | Belarus    | Max Lorens              | Superstition (Vidskeplighet)                                    | 106   | 6-7   |
| 5  | Indonesien | Sondoro Sandhy          | When a Man Loves a Woman (När en man älskar en kvinna)          | 119   | 1     |
| 6  | Italien    | Antonello Carozza       | Isn’t She Lovely (Är hon inte vacker)                           | 102   | 10-12 |
| 7  | Ryssland   | Anna Malysjeva          | The Color of The Night (Nattens färg)                           | 111   | 5     |
| 8  | Finland    | Ville Laaksonen         | I Will Love Again (Jag kommer älska igen)                       | 97    | 14-15 |
| 9  | Ukraina    | Jamala                  | History Repeating (Återspelande historia)                       | 118   | 2     |
| 10 | Lettland   | Aisja                   | Me and Bobby McGee (Jag och Bobby McGee)                        | 106   | 6-7   |
| 11 | Kina       | Gu Liya                 | Jai Ho (Du är mitt öde)                                         | 93    | 16    |
| 12 | Ukraina    | Vladislav Levitskij     | She’s a Lady (Hon är en kvinna)                                 | 102   | 10-12 |
| 13 | Kazakstan  | Nurzjan Kermenbajev     | Aicha                                                           | 100   | 13    |
| 14 | Ryssland   | Grupp «Para Normalnych» | Personal Jesus (Personlig Jesus)                                | 104   | 8-9   |
| 15 | Georgien   | Lika Chantadze          | Too Much Love Will Kill You (För mycket kärlek kommer döda dig) | 104   | 8-9   |
| 16 | Ryssland   | Mark Jusim              | Virtual Insanity (Virtuellt vansinne)                           | 114   | 3     |

## Andra omgången
| Nr | Land       | Artist                  | Låt (Översättning)            | Poäng | Plats |
| -- | ---------- | ----------------------- | ----------------------------- | ----- | ----- |
| 14 | Belarus    | Max Lorens              | Lanfren-Lanfra                | 215   | 10    |
| 11 | Georgien   | Lika Chantadze          | Iavnana (Vaggvisa)            | 221   | 5-6   |
| 4  | Indonesien | Sondoro Sandhy          |                               | 238   | 1-2   |
| 13 | Italien    | Antonello Carozza       |                               | 221   | 5-6   |
| 16 | Kazakstan  | Nurzjan Kermenbajev     |                               | 205   | 12-13 |
| 2  | Kina       | Gu Liya                 | En natt i Moskva              | 190   | 16    |
| 10 | Lettland   | Aisja                   |                               | 218   | 9     |
| 15 | Polen      | Sara Chmiel             |                               | 199   | 14    |
| 5  | Ryssland   | Anna Malysjeva          | Gorod, Kotorogo Niet          | 220   | 7-8   |
| 9  | Ryssland   | Grupp «Para Normalnych» | Suka-Ljubov (Kvinna - Kärlek) | 220   | 7-8   |
| 1  | Ryssland   | Mark Jusim              | Paranoia                      | 222   | 4     |
| 7  | Ukraina    | Jamala                  | Bersje, mij, bersje           | 238   | 1-2   |
| 12 | Ukraina    | Vladislav Levitskij     |                               | 210   | 11    |
| 6  | Ukraina    | Mila Nytitj             | Sila Ptacha                   | 224   | 3     |
| 3  | Finland    | Ville Laaksonen         | In the Shadows (I Skuggorna)  | 195   | 15    |
| 8  | Frankrike  | 3 NITY BROTHERS         |                               | 205   | 12-13 |

## Finalen
| Nr | Land       | Artist                  | Låt (Översättning)                                          | Total Poäng | Slutgiltig Placering | Specialpris                     |
| -- | ---------- | ----------------------- | ----------------------------------------------------------- | ----------- | -------------------- | ------------------------------- |
| 10 | Ukraina    | Jamala                  | Маменькин сынок (Mammas älskling)                           | 358         | 1                    |                                 |
| 3  | Indonesien | Sondoro Sandhy          | End of The Rainbow (Regnbågens slut)                        | 358         | 1                    |                                 |
| 16 | Italien    | Antonello Carozza       | 27 angeli (27 änglar)                                       | 341         | 3                    |                                 |
| 12 | Ryssland   | Mark Jusim              |                                                             | 336         | 4                    |                                 |
| 6  | Georgien   | Lika Chantadze          | Verju (Tro)                                                 | 334         | 5                    |                                 |
| 14 | Lettland   | Aisja                   | You Really Got Me Going (Du får mig verkligen att gå igång) | 334         | 5                    | Publikens pris                  |
| 4  | Ryssland   | Grupp «Para Normalnych» | Happy End (Lyckligt slut)                                   | 333         | 7                    | Erkännande (Muz-ТV)             |
| 11 | Ukraina    | Mila Nytytj             | Где ты? (Var är du?)                                        | 333         | 7                    | Guldstjärna (av Alla Pugatjova) |
| 5  | Ryssland   | Anna Malysjeva          | Nitotjki (Tråd)                                             | 329         | 9                    |                                 |
| 15 | Belarus    | Max Lorens              | Rjadom (Nästa)                                              | 327         | 10                   |                                 |
| 8  | Ukraina    | Vladislav Levitskij     |                                                             | 320         | 11                   |                                 |
| 2  | Frankrike  | 3 NITY BROTHERS         |                                                             | 316         | 12                   |                                 |
| 9  | Polen      | Sara Chmiel             |                                                             | 314         | 13                   |                                 |
| 13 | Kazakstan  | Nurzjan Kermenbajev     |                                                             | 312         | 14                   |                                 |
| 7  | Finland    | Ville Laaksonen         |                                                             | 306         | 15                   |                                 |
| 1  | Kina       | Gu Liya                 |                                                             | 301         | 16                   | Jūrmalapriset                   |